# Speocera indulgens
Speocera indulgens är en spindelart som beskrevs av Christa L. Deeleman-Reinhold 1995. Speocera indulgens ingår i släktet Speocera och familjen Ochyroceratidae.
Artens utbredningsområde är Sulawesi. Inga underarter finns listade i Catalogue of Life.